# Royal Rumble 2015
Royal Rumble 2015 was een professioneel worstel-pay-per-view (PPV) en WWE Network evenement dat georganiseerd werd door WWE. Dit evenement was de 28e editie van de Royal Rumble en vond plaats in de Wells Fargo Center in Philadelphia op 25 januari 2015.

## Wedstrijden
| Nr.                                                                          | Match | Winnaar(s)          |
| ---------------------------------------------------------------------------- | --- | ------------------- |
| 1PS                                                                          | Big E & Kofi Kingston (met Xavier Woods) vs. Cesaro & Tyson Kidd (met Natalya & Adam Rose) in een tag team match          | Cesaro & Tyson Kidd |
| 2                                                                            | New Age Outlaws (Road Dogg & Billy Gunn) vs. The Ascension (Conor O'Brian & Rick Victor) in een tag team match            | The Ascension       |
| 3                                                                            | The Usos (c) vs. The Miz & Damien Mizdow in een tag team match voor het WWE Tag Team Championship                         | The Usos (c)        |
| 4                                                                            | Paige & Natalya vs. The Bella Twins in een tag team match                                                                 | The Bella Twins     |
| 5                                                                            | Brock Lesnar (c) vs. John Cena vs. Seth Rollins in een triple threat match voor het WWE World Heavyweight Championship    | Brock Lesnar (c)    |
| 6                                                                            | Traditionele Royal Rumble match met "30" worstelaars voor een WWE World Heavyweight Championship match op WrestleMania 31 | Roman Reigns        |
| (c) huidige kampioen voor en na de match \| (nc) nieuwe kampioen na de match | |                     |

### Royal Rumble match
| Draw | Entree              | Orde | Geëlimineerd door | Tijd     | # Eliminaties |
| ---- | ------------------- | ---- | ----------------- | -------- | ------------- |
| 1    | The Miz             | 1    | Bubba Ray         | 4:01     | 0             |
| 2    | R-Truth             | 2    | Bubba Ray         | 4:14     | 0             |
| 3    | Bubba Ray Dudley    | 3    | Wyatt             | 4:44     | 2             |
| 4    | Luke Harper         | 4    | Wyatt             | 4:13     | 0             |
| 5    | Bray Wyatt          | 24   | Big Show & Kane   | 46:58:00 | 6             |
| 6    | Curtis Axel         | -    | /                 | 0:00     | 0             |
| 7    | The Boogeyman       | 5    | Wyatt             | 0:47     | 0             |
| 8    | Sin Cara            | 6    | Wyatt             | 0:38     | 0             |
| 9    | Zack Ryder          | 7    | Wyatt             | 0:34     | 0             |
| 10   | Daniel Bryan        | 11   | Wyatt             | 10:11    | 1             |
| 11   | Fandango            | 10   | Rusev             | 7:35     | 0             |
| 12   | Tyson Kidd          | 8    | Bryan             | 2:29     | 0             |
| 13   | Stardust            | 15   | Reigns            | 12:31    | 0             |
| 14   | Diamond Dallas Page | 9    | Rusev             | 2:29     | 0             |
| 15   | Rusev               | 28   | Reigns            | 35:17:00 | 6             |
| 16   | Goldust             | 14   | Reigns            | 6:21     | 0             |
| 17   | Kofi Kingston       | 13   | Rusev             | 2:51     | 0             |
| 18   | Adam Rose           | 12   | Rusev             | 0:24     | 0             |
| 19   | Roman Reigns        | -    | Winnaar           | 27:29:00 | 6             |
| 20   | Big E               | 18   | Rusev             | 14:50    | 0             |
| 21   | Damien Mizdow       | 16   | Rusev             | 0:18     | 0             |
| 22   | Jack Swagger        | 20   | Big Show          | 12:50    | 0             |
| 23   | Ryback              | 19   | Big Show & Kane   | 11:01    | 0             |
| 24   | Kane                | 26   | Reigns            | 16:56    | 4             |
| 25   | Dean Ambrose        | 25   | Big Show & Kane   | 13:31    | 1             |
| 26   | Titus O'Neil        | 17   | Ambrose & Reigns  | 0:04     | 0             |
| 27   | Bad News Barrett    | 21   | Ziggler           | 5:48     | 0             |
| 28   | Cesaro              | 22   | Ziggler           | 4:56     | 0             |
| 29   | Big Show            | 27   | Reigns            | 8:22     | 5             |
| 30   | Dolph Ziggler       | 23   | Big Show & Kane   | 2:20     | 2             |